# Armen Alchian
Armen Albert Alchian (* 12. April 1914 in Fresno, Kalifornien; † 19. Februar 2013) war ein US-amerikanischer Wirtschaftswissenschaftler an der University of California, Los Angeles.

## Leben und Wirken
Armen Albert Alchian wurde in eine armenisch-amerikanische Familie geboren. Er studierte an der Universität von Fresno und Stanford Wirtschaftswissenschaft sowie Statistik, und promovierte 1944 bei Wilson Allen Wallis. Von 1942 bis 1946 arbeitete er als Statistiker in der US-Armee. Ab 1946 lehrte er an der UCLA, von 1947 bis 1962 war er auch für die RAND Corporation tätig.
Sein Interesse galt vor allem der Kostenfunktion. In Costs and Outputs (1959) kommt er zu dem Schluss, dass eine schnellere Produktionsrate zu höheren Stückkosten führt, weil sie von einer sinkenden Profitrate begleitet wird.
Alchian trat für die Verwendung statistischer Daten zum Beweis von Hypothesen ein. So argumentierte er gegen die vorherrschende Ansicht, dass Inflation zwar zu Preissteigerungen führt, aber nicht gleichzeitig zu Lohnerhöhungen. Er zeigte, dass Inflation die Löhne beeinflusst, was bedeutet, dass Preissteigerungen den Unternehmen nicht nützen, zu Lasten der Beschäftigten.
In seinen Arbeiten kommt er zu dem Schluss, dass die Märkte letztendlich effizientes Verhalten belohnen; Unternehmen, die Profitmaximierung betreiben, florieren, während ineffiziente Unternehmen zugrunde gehen. Nach Alchian führt Privateigentum zu höherer Risikobereitschaft und Effizienz, während Kollektiveigentum zu Ineffizienz neige. In den 1970er Jahren arbeitete er auch über Organisationstheorie und Beschäftigung. 1978 wurde er in die American Academy of Arts and Sciences aufgenommen.
Alchian beeinflusste unter anderen Ökonomen auch den Wirtschaftsnobelpreisträger William F. Sharpe.

## Publikationen
- 1950: Uncertainty, Evolution and Economic Theory
- 1959: Costs and Outputs
- 1969: Information Costs, Pricing and Resource Unemployment
- 1972: (zusammen mit Harold Demsetz) Production, Information costs and Economic Organization
- 1978: (mit Robert Crawford und Benjamin Klein) Vertical Integration, Appropriable Rents, and the Competitive Contracting Process
- 1978: Economic Forces at Work
- 1983: Exchange and Production
- 1993: Property Rights.